# Baugasse 1 (Alsfeld)

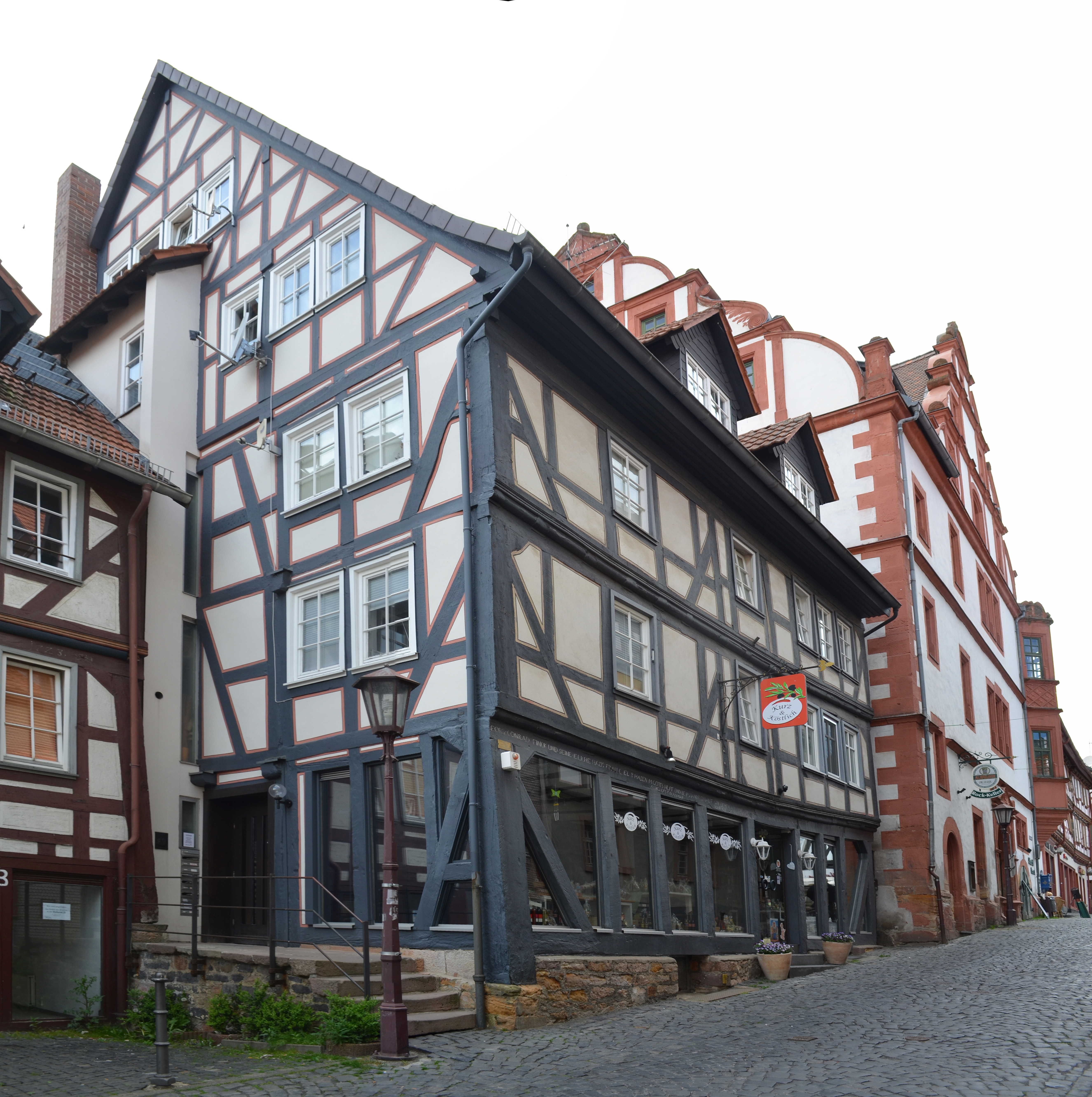
Haus Baugasse 1 in Alsfeld

Das Gebäude Baugasse 1 in Alsfeld, einer Stadt im Vogelsbergkreis in Hessen, wurde 1753 errichtet. Das Fachwerkhaus ist ein geschütztes Kulturdenkmal.
Im dreigeschossigen Wohnhaus wurde im Erdgeschoss in neuerer Zeit ein Ladengeschäft eingebaut. Der Fachwerkaufbau in den Obergeschossen verfügt über ein Gefüge aus Stockwerkstreben, ¾-Streben und Mannfiguren. Der Geschossüberstand ist schmucklos; die Füllhölzer und Balkenköpfe sind mit einem Profil gearbeitet. 
Die Inschrift an der linken Seite lautet: „GEORG CONRAD FINCK UND SEINE ELICHE HAUS FRAU C EL B HABEN M GOTTES HILFF UND BEYSTANDT ERBAUT WIR GEHEN AUS ODER EIN ...ANNO 1753 D 28 May ... SO WOLLE GOTT UNSER BEYSTAND...“ Die Inschrift rechts lautet: „J B WEILAND UND SEINE ELICHE FRAU...“